# Campeonato da Melanésia de Atletismo de 2001
O Campeonato da Melanésia de Atletismo de 2001 foi a 1ª edição da competição organizada pela Associação de Atletismo da Oceania no mês de Abril de 2001, representando a região da Melanésia na Oceania. O evento foi celebrado na cidade de Suva, nas Fiji, com um total de 33 provas (20 masculino e 13 feminino). 

## Medalhistas
Os vencedores das provas e seus resultados foram publicados na página da Athletics Weekly. 

### Masculino
| Evento                      | Ouro                            | Ouro    | Prata                           | Prata   | Bronze                                                   | Bronze  |
| --------------------------- | ------------------------------- | ------- | ------------------------------- | ------- | -------------------------------------------------------- | ------- |
| 100 metros                  | Joseph Kembu · Papua-Nova Guiné | 10.8    | Andrew Konai · Ilhas Salomão    | 10.8    | Henry Ben · Papua-Nova GuinéReuben Apuri · Ilhas Salomão | 10.9    |
| 200 metros                  | Sailasa Koroitamana · Fiji      | 22.2    | Reuben Apuri · Ilhas Salomão    | 22.5    | Henry Ben · Papua-Nova Guiné                             | 22.6    |
| 400 metros                  | Remesio Namara · Fiji           | 49.4    | Meli Cama · Fiji                | 51.2    | David Thomas · Vanuatu                                   | 51.7    |
| 800 metros                  | Loresh Kumaran · Fiji           | 1:58.6  | Peter Paul Enkae · Vanuatu      | 1:59.5  | Gerard Solomon · Vanuatu                                 | 2:01.1  |
| 1 500 metros                | Esala Talebula · Fiji           | 4:22.8  | Gerard Solomon · Vanuatu        | 4:23.6  | Josaia Cavu · Fiji                                       | 5:15.4  |
| 5 000 metros                | Henry Foufaka · Ilhas Salomão   | 16:52.4 | Aman Prasad · Fiji              | 17:27.1 | Josaia Cavu · Fiji                                       | 18:58.8 |
| 10 000 metros               | Henry Foufaka · Ilhas Salomão   | 35:12.7 | Bimlesh Kumar · Fiji            | 35:50.1 | Abinesh Kumar · Fiji                                     | 36:07.4 |
| 20 km marcha atlética       | Rajeev Patel · Fiji             | 1:56:04 |                                 |         |                                                          |         |
| Meia maratona               | Bimlesh Kumar · Fiji            | 1:17:58 | Parshottam Lal · Fiji           | 1:19:18 | Abinesh Kumar · Fiji                                     | 1:20:17 |
| 400 metros barreiras        | Meli Cama · Fiji                | 57.2    | Sunia Cama · Fiji               | 60.3    |                                                          |         |
| 3.000 metros com obstáculos | Esala Talebula · Fiji           | 10:04.9 | Peter Paul Enkae · Vanuatu      | 11:05.0 |                                                          |         |
| 4×100 metros estafetas      | Ilhas Salomão                   | 42.9    | Papua-Nova Guiné                | 43.0    | Fiji                                                     | 43.1    |
| 4×400 metros estafetas      | Fiji                            | 3:25.2  | Vanuatu                         | 3:29.6  | Ratu Kadavulevu School · Fiji                            | 3:33.6  |
| Salto em altura             | Lorima Vunisa · Fiji            | 1.96m   | Jone Kalouniviti · Fiji         | 1.93m   | Robert Elder · Fiji                                      | 1.90m   |
| Salto em comprimento        | Shaun Apisai · Fiji             | 6.23m   | Sepesa Leweniquila · Fiji       | 6.22m   | Hendricks Tari · Vanuatu                                 | 6.15m   |
| Salto triplo                | Felix Rosa · Fiji               | 13.37m  | Simon Benari · Papua-Nova Guiné | 13.01m  | Lorima Vunisa · Fiji                                     | 12.69m  |
| Arremesso de peso           | Iosefo Vuloaloa · Fiji          | 13.03m  | Sikipio Fihaki · Fiji           | 11.92m  | James Dominiko · Fiji                                    | 11.56m  |
| Lançamento de disco         | Sikipio Fihaki · Fiji           | 44.35m  | Sosefo Fonorito · Fiji          | 41.44m  | Iosefo Vuloaloa · Fiji                                   | 34.24m  |
| Lançamento do martelo       | Brentt Jones · Ilha Norfolk     | 51.21m  | James Dominiko · Fiji           | 31.10m  | Sosefo Fonorito · Fiji                                   | 29.51m  |
| Lançamento do dardo         | Iosefo Vuloaloa · Fiji          | 58.98m  | Simon Benari · Papua-Nova Guiné | 48.14m  | Tomasi Gonelevu · Fiji                                   | 41.36m  |

### Feminino
| Evento                 | Ouro                          | Ouro   | Prata                         | Prata  | Bronze                          | Bronze |
| ---------------------- | ----------------------------- | ------ | ----------------------------- | ------ | ------------------------------- | ------ |
| 100 metros             | Mae Koime · Papua-Nova Guiné  | 12.5   | Vasiti Vatureba · Fiji        | 12.7   | Nessie Ogisi · Papua-Nova Guiné | 12.9   |
| 200 metros             | Makelesi Bulikiobo · Fiji     | 24.8   | Vasiti Vatureba · Fiji        | 25.8   | Mary Estelle Kapalu · Vanuatu   | 26.0   |
| 400 metros             | Makelesi Bulikiobo · Fiji     | 58.3   | Mary Estelle Kapalu · Vanuatu | 59.0   | Vasiti Vatureba · Fiji          | 60.9   |
| 800 metros             | Sisilia Dauniwe · Fiji        | 2:24.5 |                               |        |                                 |        |
| 1 500 metros           | Jedda Fletcher · Ilha Norfolk | 6:15.9 |                               |        |                                 |        |
| 400 metros barreiras   | Mary Estelle Kapalu · Vanuatu | 65.5   | Ledua Baker · Fiji            | 86.2   |                                 |        |
| 4×100 metros estafetas | Fiji                          | 50.7   |                               |        |                                 |        |
| 4×400 metros estafetas | Fiji                          | 4:04.2 |                               |        |                                 |        |
| Salto em altura        | Tereima Rara · Fiji           | 1.45m  | Amelia R. · Fiji              | 1.40m  |                                 |        |
| Salto em comprimento   | Vasiti Vatureba · Fiji        | 4.61m  | Mere Gavidi · Fiji            | 4.56m  | Melissa Moli · Vanuatu          | 4.48m  |
| Arremesso de peso      | Sisilia Lau · Fiji            | 9.62m  | Sisilia Naqelo · Fiji         | 9.52m  |                                 |        |
| Lançamento de disco    | Venina Rokowati · Fiji        | 30.32m | Wila Nailatimate · Fiji       | 27.63m |                                 |        |
| Lançamento do dardo    | Sisilia Lau · Fiji            | 41.20m | Mela Tabakiraka · Fiji        | 30.03m | Milika Roko · Fiji              | 26.26m |

## Quadro de medalhas
| Ordem | País             | Medalha de ouro | Medalha de prata | Medalha de bronze | Total |
| ----- | ---------------- | --------------- | ---------------- | ----------------- | ----- |
| 1     | Fiji             | 25              | 18               | 13                | 56    |
| 2     | Ilhas Salomão    | 3               | 2                | 1                 | 6     |
| 3     | Papua-Nova Guiné | 2               | 3                | 3                 | 8     |
| 4     | Ilha Norfolk     | 2               | 0                | 0                 | 2     |
| 5     | Vanuatu          | 1               | 5                | 5                 | 11    |
| Total | Total            | 33              | 28               | 22                | 83    |